# NHK福島放送局
NHK福島放送局（エヌエイチケイふくしまほうそうきょく）は、福島県を放送対象地域とする日本放送協会（NHK）の地域放送局。テレビとラジオで県域放送を行っている。

## 概要
東日本大震災と、それによる東京電力福島第一原子力発電所事故以降は、制作される番組が報道と生活情報番組に限られるようになり、原発事故で大きな痛手を負った福島県民の生活再建に向けた支援を放送を通じて行っている。また、大河ドラマ『八重の桜』や連続テレビ小説『エール』が放送された際には、地元放送局として大いに盛り上げた。

## 沿革
- 1941年（昭和16年）

2月12日 - 社団法人日本放送協会福島放送局（JOFP）、郡山放送局（JOCP）が同時開局。
福島放送局の開局式は午前11時から福島市公会堂で行われた。東京放送管弦楽団・古関裕而指揮、霧島昇、松原操らの歌謡曲『みんな揃って翼賛だ』などを演奏した。
郡山放送局の開局式は午前11時から郡山市公会堂で行われ、郷土演芸会が開かれた。
12月30日 - 平放送局（JOHQ）が、仙台中央放送局の臨時中継放送所として開局。
- 1942年（昭和17年）

5月31日 - 会津若松ラジオ放送所が開局。
- 1950年（昭和25年）

6月1日 - 社団法人日本放送協会解散、放送法に基づき特殊法人として新たに日本放送協会が設立され、旧社団法人の一切を継承。
- 1951年（昭和26年）

6月1日 - 福島局と郡山局、ラジオ第2放送開始。
- 1952年（昭和27年）

5月10日 - 平局、ラジオ第2放送開始。
- 1959年（昭和34年）

3月1日 - 総合テレビジョン（JOFP-TV）、笹森山から福島・郡山両市をエリア対象に午前7時のニュースから放送開始（実質的に福島県で最初にテレビ放送を開始した）。
12月26日 - 原町ラジオ中継放送所（第1放送）が開局。
- 1960年（昭和35年）

11月1日 - 教育テレビジョン（JOFD-TV）、笹森山から放送開始。
11月10日 - 只見ラジオ中継放送所が開局。
- 1961年（昭和36年）

12月23日 - 田島ラジオ中継放送所が開局。
- 1963年（昭和38年）

2月 - 平放送会館運用開始。
- 1964年（昭和39年）

7月1日 - ラジオFM放送の実用化試験放送・ステレオ放送実験が開始（ステレオ放送は仙台からの放送波中継で放送）。
- 1965年（昭和40年）

4月 - 旧福島放送会館落成（福島市北五老内町1-5）。
7月 - 郡山放送会館運用開始。
9月17日 - 総合テレビカラー放送開始。
- 1966年（昭和41年）

3月20日 - 教育テレビカラー放送開始。
10月1日 - いわき市発足により平放送局をいわき放送局と改称。
- 1971年（昭和46年）

12月 - 総合テレビ全面カラー化。
- 1976年（昭和51年）

4月5日 - 総合テレビで県域番組『きょうの福島（640）』放送開始。
- 1977年（昭和52年）

期日不明 - FM放送、ローカル放送でのステレオ化工事が完了、福島ローカルのステレオ放送を開始。
- 1978年（昭和53年）

11月23日 - 国際電気通信連合による中波ラジオ放送全世界一斉周波数変更の取り決めに従い、ラジオ第1・第2放送の周波数が10kHz間隔から9kHz間隔に一斉変更。これに伴い福島本局は、ラジオ第1が1323kHzに、ラジオ第2が1602kHzに変更。同ラジオ中継局もそれぞれ変更された。
- 1981年（昭和56年）

3月16日 - FMステレオ放送用のPCMデジタル音声回線が導入。これに伴い、ローカル以外でのステレオ放送に於ける仙台からの放送波中継を廃止。
- 1984年（昭和59年）

8月2日 - 総合テレビ音声多重放送開始。
- 1988年（昭和63年）

7月22日 - 機構改革により郡山局といわき局を福島局の支局に格下げ。同時にコールサインJOCP・JOCD（郡山局）を廃止。
- 1991年（平成3年）

3月21日 - 教育テレビ音声多重放送開始。
- 1998年（平成10年）

3月30日 - 双葉ラジオ中継放送所（第1放送）が開局。
- 2000年（平成12年）

4月 - 総合テレビで大型県域番組『ゆうYOUふくしま』放送開始。
- 2005年（平成17年）

9月 - 老朽化に伴い福島放送会館を福島駅前に移転。その際環境対策にも力を入れ、屋上に畑を作った。
12月1日 - 笹森山からデジタルテレビジョン放送（JOFP/JOFD-DTV）開始。
- 2006年（平成18年）

12月1日 - 会津若松デジタルテレビジョン中継局開局。
- 2007年（平成19年）

12月1日 - 原町デジタルテレビジョン中継局開局。
12月10日 - いわき南デジタルテレビジョン中継局開局。
- 2009年（平成21年）

2月23日 - いわき北デジタルテレビジョン中継局開局。
4月 - 総合テレビで県域番組『ふくみみ』放送開始。
- 2011年（平成23年）

3月11日 - 東北地方太平洋沖地震（東日本大震災）発生。

その後原発事故などもあり、災害関連報道に専念するため、予定していた開局70周年関連の企画をすべて中止するとともに、報道・情報系以外の番組制作を事実上廃止した。
6月5日 - 『今夜も生でさだまさし -がんばらんば福島-』が公開生放送で全国放送。

この番組は深夜の放送だったため、東日本大震災で避難している避難所の人が視聴できないことを考慮し、1週間後の6月11日10時5分から福島県内向けに再放送した。
9月 - 双葉ラジオ中継局、震災と原発事故の影響で停波（翌年の3月23日に放送再開）。
- 2012年（平成24年）

3月31日 - この日の正午をもってアナログテレビジョン放送終了。
7月28日～8月12日 - スーパーハイビジョンによるロンドンオリンピックパブリックビューイングを日本・イギリス・アメリカの3カ国7会場で実施され、NHK福島放送局も会場の一つとなった。
- 2013年（平成25年）

4月 - ラジオ第1放送「ふくみみラジオ」放送開始
- 2016年（平成28年）

4月 - ラジオ第1放送「こでらんに5」放送開始
4月29日 - 大型連休から祝日のローカルニュース枠・天気はすべて仙台からの東北ブロックニュースに統一されたが、福島からの祝日ニュース枠と気象情報枠は、テレビ（総合テレビ）は18:45 - 19:00、ラジオ（ラジオ第1放送）は、14:55・17:55・19:15（FM放送と同時放送）にそれぞれ放送。尚、年末年始は全時間帯で仙台発となる。
7月15日 - この日を以って営業部郡山営業分室の業務を終了し、福島局に業務集約
- 2021年（令和3年）

4月の番組改編で土日・祝日のローカルニュース・気象情報などは、テレビ・ラジオともに原則として、災害・選挙時等を除き終日東北地方向けの放送に変更されるため、福島からの県内ニュース枠は平日のみとなり、福島発の土日・祝日のニュース・気象情報はテレビ・ラジオとともに全て廃止された。
主調整室の機材更新により、福島放送局送出番組でもチャンネルロゴ表示「NHK G」「NHK E」が表示されるようになった。
- 2022年（令和4年）

3月13日 - NHKのど自慢が2011年3月13日に放送予定だったが、2日前に発生した東日本大震災で中止になって以降、11年越しで同じ日、同じ田村市（会場）で開催される。
5月2日 - NHK福島放送局、ラジオ福島、エフエム福島のラジオ3局による共同防災キャンペーンを開始。
- 2023年（令和5年）

4月1日 - 令和改革により、部制（放送部・営業推進部等）からセンター制に見直され、コンテンツセンター、経営管理企画センターへ再編された。
6月5日 - NHKプラスで地域向けのテレビ番組の見逃し配信が開始。
- 2024年（令和6年）

4月の番組改編で総合テレビのみ土日の18:45 - 18:59に「はまなかあいづサタデー・サンデー」を放送するため、18:45枠のみ福島ローカルが復活。但し、春の大型連休期間・お盆・土日以外の祝日・年末年始は全時間帯で仙台発となる。尚、ラジオは従来通り土日・祝日・年末年始は全時間帯で仙台発となる。

## 放送系統

### テレビ放送
福島笹森山デジタル放送所
|                     |            | デジタル     | デジタル       | デジタル   | デジタル | アナログ   | アナログ     | アナログ         | アナログ           |
| 放送局名            | リモコンID | コールサイン | 物理チャンネル | 空中線電力 | ERP      | チャンネル | コールサイン | 空中線電力       | ERP                |
| ------------------- | ---------- | ------------ | -------------- | ---------- | -------- | ---------- | ------------ | ---------------- | ------------------ |
| NHK総合テレビジョン | 1          | JOFP-DTV     | 15ch           | 3kW        | 30kW     | 9ch        | JOFP-TV      | 映像3kW 音声750W | 映像17kW 音声4.3kW |
| NHK教育テレビジョン | 2          | JOFD-DTV     | 14ch           | 3kW        | 30kW     | 2ch        | JOFD-TV      | 映像3kW 音声750W | 映像17kW 音声4.3kW |

- 送信柱　45m自立式円管鉄塔をデジタル用に新設。アンテナ部も含めた高さは55m。
- 送信空中線　4L4段3面（総合、教育共用）
- 放送機形式　DTU-50/3R0（NEC）2台形式（1号機、2号機）。3kWと比較的出力が大きいことと省スペースを考えて冷却は水冷方式とした。
- 備考　仙台局と共に3kWの出力と東北地区では最大を誇る。
- 笹森山から送信していた。2011年度いっぱいで完全停波（当初の2011年7月24日から、東日本大震災の影響で2012年3月31日に終了日を延期している）。

### ラジオ放送
| 局名     | ラジオ第1 | ラジオ第1 | ラジオ第1     | ラジオ第2 | ラジオ第2 | ラジオ第2     |            | 局名    | FM放送   | FM放送 | FM放送       | FM放送 |
| 局名     | 周波数    | 送信出力  | コールサイン  | 周波数    | 送信出力  | コールサイン  | 周波数     | 局名    | 送信出力 | ERP    | コールサイン |        |
| -------- | --------- | --------- | ------------- | --------- | --------- | ------------- | ---------- | ------- | -------- | ------ | ------------ | ------ |
| 福島     | 1323kHz   | 1kW       | JOFP          | 1602kHz   | 1kW       | JOFD          | 福島       | 85.3MHz | 1kW      | 4.9kW  | JOFP-FM      |        |
| 福島     | 1323kHz   | 1kW       | JOFP          | 1602kHz   | 1kW       | JOFD          | 伊達月舘   | 84.6MHz | 3W       | 5W     | -            |        |
| 郡山     | 846kHz    | 5kW       | JOCP （廃止） | 1512kHz   | 1kW       | JOCD （廃止） | 小野       | 84.0MHz | 3W       | 2.5W   | -            |        |
| 郡山     | 846kHz    | 5kW       | JOCP （廃止） | 1512kHz   | 1kW       | JOCD （廃止） | 塙         | 83.8MHz | 10W      | 18.5W  | -            |        |
| 郡山     | 846kHz    | 5kW       | JOCP （廃止） | 1512kHz   | 1kW       | JOCD （廃止） | 白河       | 84.3MHz | 100W     | 89W    | -            |        |
| 会津若松 | 1161kHz   | 100W      | JOHT （廃止） | 1539kHz   | 100W      | JOHY （廃止） | 会津若松   | 85.9MHz | 250W     | 1.2kW  | -            |        |
| 会津若松 | 1161kHz   | 100W      | JOHT （廃止） | 1539kHz   | 100W      | JOHY （廃止） | 柳津・三島 | 84.9MHz | 10W      | 11W    | -            |        |
| いわき   | 1341kHz   | 1kW       | JOHQ （廃止） | 1539kHz   | 100W      | JOHZ （廃止） | いわき平   | 86.1MHz | 100W     | 160W   | -            |        |
| いわき   | 1341kHz   | 1kW       | JOHQ （廃止） | 1539kHz   | 100W      | JOHZ （廃止） | いわき勿来 | 83.6MHz | 100W     | 110W   | -            |        |
| 只見     | 1584kHz   | 100W      | -             | 1359kHz   | 100W      | -             | 只見       | 84.8MHz | 1W       | 810mW  | -            |        |
| 只見     | 1584kHz   | 100W      | -             | 1359kHz   | 100W      | -             | 只見明和   | 83.7MHz | 10W      | 16W    | -            |        |
| 田島     | 1341kHz   | 100W      | -             | 1602kHz   | 100W      | -             | 南会津田島 | 85.0MHz | 10W      | 22W    | -            |        |
| 田島     | 1341kHz   | 100W      | -             | 1602kHz   | 100W      | -             | 南会津南郷 | 84.5MHz | 10W      | 32W    | -            |        |
| 西会津   | 1368kHz   | 100W      | -             | 非置局    | 非置局    | 非置局        | 金山       | 84.1MHz | 10W      | 16W    | -            |        |
| 西会津   | 1368kHz   | 100W      | -             | 非置局    | 非置局    | 非置局        | 金山大塩   | 83.3MHz | 1W       | 2.3W   | -            |        |
| 原町     | 1026kHz   | 100W      | -             | 非置局    | 非置局    | 非置局        | 原町       | 83.3MHz | 30W      | 49W    | -            |        |
| 双葉     | 1161kHz   | 100W      | -             | 非置局    | 非置局    | 非置局        | 浪江・富岡 | 84.5MHz | 10W      | 11.5W  | -            |        |

## 支局
- 郡山
- いわき
- 会津若松
- 南相馬（旧：原町）
- 白河

## 情報カメラ設置ポイント
| カメラ名           | 設置場所          | 撮影範囲                                                             |
| ------------------ | ----------------- | -------------------------------------------------------------------- |
| 福島               | NHK福島放送局鉄塔 | 福島市内、福島駅、吾妻山を映す                                       |
| 会津若松           | 城南スクール屋上  | 若松城（鶴ヶ城）に隣接しているため、全国放送でもたびたび使用される。 |
| 郡山               | NHK郡山支局鉄塔   | 郡山市内                                                             |
| 富岡               | 富岡岬            | 福島第一原子力発電所                                                 |
| いわき             | -                 | 小名浜港内を映す。東北地方で大きな地震が発生すると度々使用される。   |
| 福島空港           | -                 | -                                                                    |
| 磐梯高原（臨時）   | -                 | 裏磐梯                                                               |
| 尾瀬（臨時）       | -                 | -                                                                    |
| 花見山公園（臨時） | -                 | -                                                                    |

## 主な福島局制作番組
※ワンセグ放送では、2006年4月1日 - 2007年3月4日まで仙台局の番組が、そのまま送出されていた。
※特記のないものは総合テレビ
※テレビは、2024年度から土日以外の祝日・年末年始は全時間帯で仙台発。ラジオは従来通り土日・祝日・年末年始は全時間帯で仙台発となっている。
- NHKニュースおはよう福島（平日 7:45 - 8:00、7:50 - 7:58は東北ブロック放送）
- はまなかあいづTODAY（平日  18:10 - 19:00）
- ニュース845ふくしま（平日 20:45 - 21:00）
- こでらんに5 next→ふくどん（木曜日・金曜日→大相撲中継のない木曜日 16:05 - 18:00、ラジオ第1放送）
- ここに福あり f MAP（金曜日 19:30 - 19:57 不定期、再放送は日曜日 13:05 - 13:32）
- はまなかあいづサタデー・サンデー（土日 18:45 - 18:59）

## 過去に制作した番組

### 総合テレビ
- モーニングワイド福島（1980年4月4日 - 1988年4月1日、平日 7:30 - 7:50）
- くらしのチャンネル
- ゆうYOUふくしま～とことん広場～
- とことんふくしま
- 640きょうの福島（1976年4月5日 - 1982年4月2日、平日 18:40 - 19:00）
- 630ふくしま（1982年4月5日 - 1988年4月1日、平日 18:30 - 19:00）
- イブニングネットワーク福島（1988年4月4日 - 1997年3月31日）
- ネットワークふくしま610
- ふくしま600
- 福島スペシャル
- ふくしまパラダイス

### ラジオ第1
- ふくしま元気スタジオ

### FM放送
- ふくしまミュージックサタデー

### 東北地方太平洋沖地震（東日本大震災）発生時の対応
- 福島放送局では東北ブロック向けの放送とは別に、地震発生後の2011年3月11日午後3時19分からラジオでローカル放送を行った[15]。また、今回の震災で発生した大津波や東京電力福島第一原子力発電所事故などの影響で県外で避難する生活を送っている福島県の住民のために、テレビの県内向けローカルニュース番組を配信するサービスを行っている（現在は毎日の早朝から夕方までの時間帯に拡大）[注釈 1]。かつては[いつ?]、ラジオの県内向けの日中のローカルニュースを配信するサービスもあわせて行っていたが、現在は終了している。

## アナウンサー・キャスター
- 東日本大震災以降、配属されるアナウンサーや採用されるキャスターの多くが、福島県や東北地方出身者、東北地方の放送局への勤務経験がある者が中心となっている。
- 氏名の後の*は、過去に福島局勤務経験があるアナウンサー。

| 氏名           | 前任地           | 担当番組                                | 備考       |
| アナウンサー   | アナウンサー     | アナウンサー                            |            |
| -------------- | ---------------- | --------------------------------------- | ---------- |
| 黒田信哉       | 東京アナウンス室 | アナウンスグループ統括 福島県のニュース |            |
| 池田達郎       | 東京アナウンス室 | 福島県のニュース                        |            |
| 吾妻謙*        | ラジオセンター   | 福島県のニュース                        |            |
| 田口詩織       | 初任地           | 福島県のニュース                        |            |
| 武田健太       | 長崎             | はまなかあいづToday （キャスター）      |            |
| 松廣香織       | 仙台             | はまなかあいづToday （キャスター）      |            |
| 契約キャスター |                  |                                         |            |
| 石井双葉       |                  | ふくどん!                               |            |
| 川戸望里       |                  | はまなかあいづToday （スポーツ）        |            |
| 菅原成美       | 前橋             | はまなかあいづToday （キャスター）      |            |
| 渡邉由紀子     |                  | はまなかあいづToday （リポーター）      | 郡山市出身 |
| 気象予報士     |                  |                                         |            |
| 本橋淳也       |                  | はまなかあいづToday                     |            |